# 루돌푸스 1세 (상부르군트)

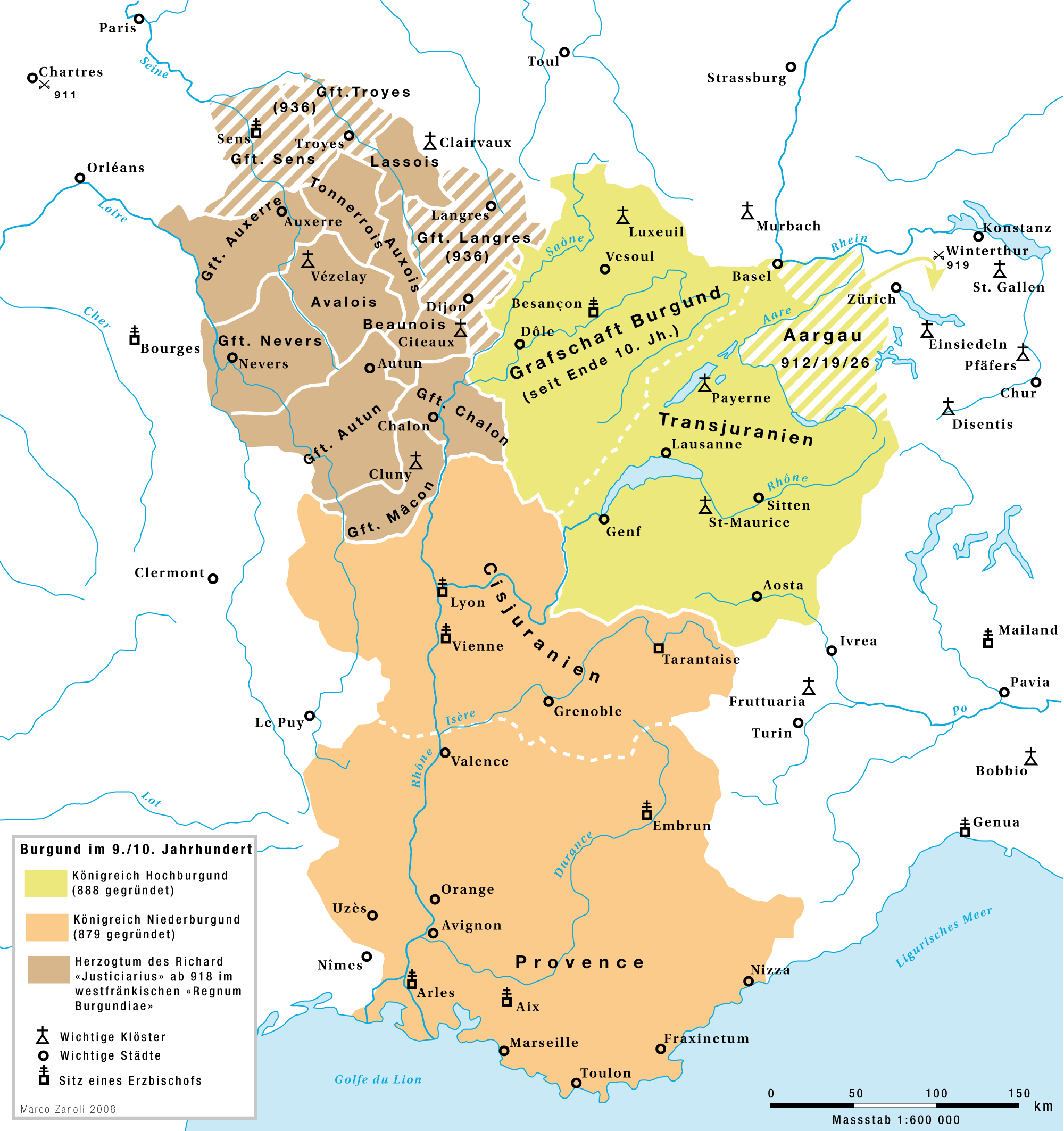
9~10세기의 부르군트(부르고뉴)의 지도

상부르고뉴의 루돌프 1세(Rudolph I of Burgundy, 859년 ~ 912년 10월 25일)는 프랑크 왕국의 귀족으로, 상부 부르군트(북부 부르고뉴) 일대의 유력 귀족이었다. 888년 1월 카를 3세 비만왕이 폐위되자 상부르군트의 귀족들은 그를 왕으로 추대하였다. 그는 부르고뉴의 요새를 설립, 서부 스위스, 바젤, 발레, 아오사트 및 스위스 중부 일대에 요새를 건립하였다.
루돌프 1세는 대 벨브 가문에 속해 있었고, 오세르 공작 콘라트 1세의 손자였으며 트란스부르군트(상부르군트)의 공작 콘라트 2세 또는 청년 콘라트와 보름스의 발트라다의 아들이었다. 증조부 구엘프 1세는 황제 경건왕 루트비히의 후처 유디트와 동프랑크 독일인 루트비히의 정처 엠므의 친정아버지였다. 어머니 보름스의 발트라다의 친정은 알려져 있지 않으나, 네우스트리아의 백작 클로베르투스 3세(로베르트 3세)와의 사이에서 로베르투스 4세 용담공을 두었다. 이부 형인 로베르투스 4세는 서프랑크 왕국 카를 2세 대머리왕의 측근으로, 후일 서프랑크 왕국의 왕 외드와 로베르 1세의 아버지가 되는 인물이다.
872년 하부르군트의 백작이 되었다. 876년 아버지 콘라트 2세가 사망했고, 아버지 콘라트 2세로부터 세인트 모리스 앙 발레(St Maurice en Valais) 평신도 수도원장직을 물려받았고, 부르군트 서부, 현재의 스위스서부 지역과 프랑슈콩테 지역의 막대한 영지도 물려받았다. 그는 880년~885년 사이에 프로방스의 길라(Guilla) 또는 윌라(Willa)와 결혼했는데, 이탈리아인 루트비히 황제와 카를 2세 대머리왕의 외척이자 879년 프로방스, 하부르군트(남부 부르고뉴)에서 자립한 먼 친척 보소 5세의 딸이었다.
885년 2월 15일 그는 황제 카를 3세 비만왕에게 충성을 서약하였는데, 당시의 한 문서의 표현에 의하면 후작은 황제의 충성스럽고 사랑받는 존재로 언급된다.
888년 1월 프랑크 왕국의 카를 3세 비만왕이 쿠데타로 폐위되자, 각지에서는 자립했다. 상 부르군트의 귀족들과 교회 성직자들은 성 모리스에서 모여 루돌프를 왕으로 선출하였다.
루돌프 1세는 과거 로타르 2 세의 로타링기아 왕국을 손에 넣으려 하려했지만 동프랑크의 아르눌프의 강력한 반대로 인해 그의 영토인 트란스라니아와 서부 프랑슈 콩테 영토에만 만족해야 했다.
888년 봄, 그는 툴에서 아르노알드(Arnaud) 주교에 의해 부르군트와 로타링기아의 왕으로 축성되었다. 루돌프는 선출 직후 로타링기아의 영유권을 주장했지만, 동프랑크 왕국의 새로운 왕 아르눌프 폰 케른텐은 이의를 제기했다. 그는 일단 아르눌프의 소환 요청에 응해 레겐스부르크를 방문, 아르눌프 폰 케른텐의 종주권을 인정하고 칭신하였다. 루돌프는 아르눌프의 봉신이 되는 조건으로 브장송을 받았으며, 상부 부르군트의 왕 지위를 인정받는 대신, 로타링기아 영유권은 포기하였다. 그러나 루돌프와 아르눌프의 상호 적대감은 894년까지 직간접적으로 계속되었다.
894년 황제 아르눌프의 이탈리아 원정 때 은밀히 이탈리아의 구이도 3세, 람베르토 2세 부자를 지원하였다. 분노한 아르눌프는 루돌프를 공격, 발레주를 약탈했지만 곧 되돌아가야 했다. 아르눌프는 다시 츠벤티볼트를 보내 루돌프 1세를 공격하게 했지만 실패하였다.
894년 이후에도 그는 로타링기아의 영유권을 요구하였다. 아르눌프는 보름스에서 자신의 서자 츠벤티볼트가 로트링겐의 왕이라 선언하고 츠벤티볼트를 로트링겐의 왕으로 임명하여 내려보냈다.
루돌프 1세는 다른 이웃과의 혼맥을 형성했다. 그의 누이는 부르고뉴 공작(서부 부르군트의 부르고뉴 공작령) 리샤르 정의공과 결혼했다. 리샤르 정의공은 보소 5세의 남동생이었다. 이들의 아들은 후일 서프랑크 왕국의 군주가 되는 라울이다. 루돌프의 딸 아델라이드는 친척이었던 맹인왕 루트비히 3세(하부 부르고뉴와 프로방스의 군주)와 결혼했고, 다른 딸 윌라는 토스카나의 보소와 혼인했다.
911년 로타링기아의 영유권을 두고 동프랑크의 왕 프랑켄의 콘라트 1세와 서프랑크의 왕 샤를 3세 생쁠(Charles the Simple) 사이에 대립을 이용, 루돌프는 재빨리 바젤지역을 콘라트 1세에게서 빼앗아 왔다.
아날레스 연대기에 의하면 그는 912년 10월 25일 사망했다 한다. 그의 영지는 아들 루돌프 2세에게 성공적으로 계승되었다. 그의 처 프로방스의 길라는 또다른 먼 친척이자 후일 이탈리아의 왕이 되는 비엔나 백작 아를의 위그와 912년 재혼하였다. 한때 그는 부르고뉴의 공작이자 서프랑크의 9대 왕인 외조카 라울과 종종 혼동되기도 했다.

## 가족 관계
그는 880년~885년 이전 무렵에 보소 5세의 딸 길라 또는 윌라와 결혼하였다.
- 아버지 : 콘라트 2세, 트랜스부르군트의 백작
- 어머니 : 발트라다 폰 보름스
- 부인 : 길라 드 프로방스, 먼 친척 보소 5세의 딸
  - 아들 : 루돌프 2세(? ~ 937년 7월 11일)
  - 아들 : 루트비히(? ~ 920/929), 투르가우 백작
  - 며느리 : 에드지푸, 앵글로 색슨의 왕 대 에드워드의 딸
  - 딸 : 윌라
  - 사위 : 아를의 보소, 아를의 테오발트와 베르타(로타르 2세 로타링기아 왕의 딸)의 딸
  - 딸 : 발트라다(923년 7월 17일 사망)
  - 사위 : 보니파시우스(Bonifacius, 953년 7월/11월 사망), 스폴레토의 공작이자 변경백
  - 딸 : 유디트(929년 사망)

## 참고 자료
- ackman, Donald C. (2008). Ius hereditarium Encountered II: Approaches to Reginlint. Editions Enlaplage.
- Riché, Pierre (1993). The Carolingians: A Family Who Forged Europe. Translated by Allen, Michael Idomir. University of Pennsylvania Press. ISBN 978-0-8122-1342-3.
- Timothy Reuter (1991). Germany in the early middle ages, c. 800-1056. Addison-Wesley Longman Ltd. ISBN 0-582-49034-0.
- Susan Wood (2006). The Proprietary Church in the Medieval West. Oxford University Press.